# Майкъл Лонсдейл
Майкъл Лонсдейл (на френски: Michael Lonsdale), е филмов, телевизионен и театрален актьор от френски произход. 

## Биография
Майкъл Лонсдейл е роден на 24 май 1931 година в Париж, Франция. Баща му е британски военен офицер, а майка му е французойка. Голяма част от детството му преминава в Лондон. Интересът му към актьорската професия се развива във френската столица, където учи актьорско майсторство под ръководството на Raymond Rouleau. Кариерата му започва на парижката сцена през 1950-те години.
През следващото десетилетие, Лонсдейл започва да се снима в европейски филмови продукции сред които са Процесът (1962) на Орсън Уелс, два филма на Франсоа Трюфо и Замразеният (1969) с Луи дьо Фюнес в главната роля. Името му достига световна популярност след изпълнението в шедьовъра на Фред Зинеман – Денят на Чакала (1973), което проправя пътя му към световната киноиндустрия. Друга известна роля е превъплъщението му като злодея Хуго Дракс през 1979 година в един от филмите за Джеймс Бонд – Муунрейкър. Сред забележителните му появи е в ролята на абата в религиозната драма на Жан-Жак Ано – Името на розата (1986) по едноименната книга на Умберто Еко.

## Избрана филмография
| Година | Филм                                   | Оригинално заглавие                    | Роля                      | Режисьор           |
| ------ | -------------------------------------- | -------------------------------------- | ------------------------- | ------------------ |
| 1962   | Процесът                               | The Trial                              | Свещеник                  | Орсън Уелс         |
| 1968   | Булката облечена в черно               | The Bride Wore Black                   | Рене Моран                | Франсоа Трюфо      |
| 1968   | Откраднати целувки                     | Stolen Kisses                          | Жорж Табард               | Франсоа Трюфо      |
| 1969   | Замразеният                            | Hibernatus                             | Професор Едуар Лориеба    | Едуар Молинаро     |
| 1971   | Сърдечен смут                          | Le souffle au cœur                     | отец Анри                 | Луи Мал            |
| 1973   | Денят на Чакала                        | The Day of the Jackal                  | Лебел                     | Фред Зинеман       |
| 1974   | Призракът на свободата                 | Le Fantôme de la liberté               | Шапкар                    | Луис Бунюел        |
| 1975   | Романтичната англичанка                | The Romantic Englishwoman              | Свон                      | Джоузеф Лоузи      |
| 1976   | Господин Клайн                         | Mr. Klein                              | Пиер                      | Джоузеф Лоузи      |
| 1979   | Муунрейкър                             | Moonraker                              | Хуго Дракс                | Луис Гилбърт       |
| 1981   | Бункерът                               | The Bunker                             | Мартин Борман             | Джордж Шафър       |
| 1986   | Името на розата                        | The Name of the Rose                   | Абатът                    | Жан-Жак Ано        |
| 1993   | Остатъкът от деня                      | The Remains of the Day                 | Дюпонт Д`Айвъри           | Джеймс Айвъри      |
| 1995   | Джеферсън в Париж                      | Jefferson in Paris                     | крал Луи XVI              | Джеймс Айвъри      |
| 1998   | Ронин                                  | Ronin                                  | Жан-Пиер                  | Джон Франкенхаймър |
| 2005   | Мюнхен                                 | Munich                                 | Папа                      | Стивън Спилбърг    |
| 2009   | Bancs publics (Versailles Rive-Droite) | Bancs publics (Versailles Rive-Droite) | Клиент в отдела за килими | Брюно Подалидес    |
| 2010   | За хората и боговете                   | Des hommes et des dieux                | Люк                       | Ксавие Бовоа       |